# 阿古斯丁·洛塞尔
阿古斯丁·洛塞尔（西班牙語：Agustín Loser，1997年10月12日—）是一名阿根廷职业排球运动员，司职中間手，效力于義大利排球聯賽的佩魯賈排球俱乐部。2021年，洛塞尔随国家队获得东京奥运会铜牌。2023年南美洲排球锦标赛上，洛塞尔随国家队夺得冠军。

## 外部連結
- 阿古斯丁·洛塞尔在国际奥林匹克委员会的资料 （英語）
- 阿古斯丁·洛塞尔在Olympedia的个人资料和比赛数据 的资料（英語）
- 阿古斯丁·洛塞尔 （页面存档备份，存于）在LegaVolley.it的资料（義大利語）
- 阿古斯丁·洛塞尔 （页面存档备份，存于）在Volleybox.net的资料（英語）